# フォントノワの戦い
フォントノワの戦い（ドイツ語: Schlacht von Fontenoy, フランス語: Bataille de Fontenoy-en-Puisaye）とは、フランク王ルートヴィヒ敬虔王の死を契機として、その息子たちによって841年に争われた戦い。フランク王国の分裂を導いたものと位置づけられる。

## 概要
既に、敬虔王の生前より、カロリング家では兄弟間の対立が起こっていた。こうした状況下で840年にルートヴィヒ敬虔王が死去したことは、対立を激化させることになった。まずフランク王国の主導権を狙ったのは中フランク王ロタール1世であり、ブルゴーニュに軍を派遣した。これに対抗した東フランク王ルートヴィヒと西フランク王シャルルの間で、841年6月25日より本格的な軍事衝突が起こった。ロタールは、ルートヴィヒが治めるザクセンの反乱を支援したりノルマン人とも連携を模索したが功を奏せず、最終的にはルートヴィヒとシャルルが勝利した。

## 意義・影響
この戦いにルートヴィヒとシャルルが勝利したことで、フランク王国の分裂は決定的となった。敗れたロタールはブルグント（ブルゴーニュ）のマコンで和平を受け入れ、これを受けて、843年のヴェルダン条約が成立した。一般にヴェルダン条約（とその後に結ばれるメルセン条約）は、現在のドイツ・フランス・イタリアの原形を作ったとされるため、フォントノワの戦いは、ドイツ国家を生むことになった戦いとも理解され、この戦いが最初のヨーロッパ国家間の戦争だとも説明できる。
また、この戦争は10万以上の軍勢で戦った大規模なものともされ、死者は4万人程度ともいわれる。そのため、この争いでフランク王国が疲弊し、ノルマン人の侵攻を容易にしたとも考えられている。